# The Brian Jonestown Massacre
Pour les articles homonymes, voir BJM.
The Brian Jonestown Massacre est un groupe de rock indépendant américain, originaire de San Francisco, Californie conduit par Anton Newcombe, dont la musique recouvre de nombreux  genres parmi lesquels le rock psychédélique, le shoegazing, la new wave, le folk rock, le rock expérimental.
Le style musical de Brian Jonestown Massacre est nourri de multiples influences dont The Velvet Underground, My Bloody Valentine, The Jesus and Mary Chain, Spacemen 3 et les Rolling Stones.
Le groupe est connu pour son désir constant de rester indépendant des majors, pour « faire que la musique reste diabolique » (Keep Music Evil est d'ailleurs le nom du label d'Anton Newcombe). Tout au long de son existence, le groupe verra ses membres partir, revenir, saboter leurs concerts, se droguer à outrance, se battre. Ce qui vaudra à leurs représentations une certaine renommée pour des raisons extra-musicales.

## Biographie

### Origines et débuts (1993–1999)
Le groupe est formé par Anton Newcombe, Matt Hollywood, Ricky Rene Maymi, Patrick Straczek et Travis Threlkel au début des années 1990 à San Francisco. Le nom du groupe est un mot-valise qui associe le nom de Brian Jones, guitariste fondateur des Rolling Stones et le suicide collectif de Jonestown au Guyana.
L’année 1996 est la plus prolifique du groupe, avec trois albums : Their Satanic Majesties’ Second Request, Take It from the Man! et Thank God for Mental Illness. Le titre du premier de ces albums, Their Satanic Majesties' Second Request fait allusion à  l'album des Rolling Stones, Their Satanic Majesties Request, dont il se veut proche dans l'esprit.
Le dernier des trois, Thank God for Mental Illness, est plus country, folk : les onze premières chansons sont jouées sans basse, mais avec trois guitares (il y a souvent trois guitares dans les albums, et toujours sur scène). L'album aurait coûté 17 dollars et 36 cents à Anton Newcombe pour l'enregistrer.
En 1997 sort Give It Back !, dans lequel Peter Hayes (futur fondateur de Black Rebel Motorcycle Club) tient l'une des trois guitares. Super-Sonic, This Is Why You Love Me, Satellite, Sue, Not If You Were The Last Dandy On Earth (écrite par Matt et en réponse à la chanson Not If You Were The Last Junkie On Earth, des Dandy Warhols, qui leur était dédicacée) figurent sur ce disque. En 1998 sort Strung out in Heaven !.

### Nouveaux albums etDiG!(1999–2009)
Suivra trois ans plus tard, en 2001, Bravery, Repetition and Noise. Après cet album, une moitié du groupe partira, et l’autre sera congédiée par Anton Newcombe. Il contient le morceau Nevertheless. En 2003, Anton signe And This Is Our Music, qui marque une nouvelle direction, plus electro.
En 2004, le groupe fait l’objet d’un documentaire de Ondi Timoner, DiG!, illustrant l'histoire du groupe durant 7 ans, en parallèle avec celle des Dandy Warhols. Il montre la confrontation entre ces deux groupes qui s’adorent à leurs débuts et décident de faire une « révolution musicale ». Le film dépeint la manière dont Brian Jonestown Massacre tente de rester indépendant tandis que les Dandy Warhols signent avec Capitol Records et remportent un certain succès commercial. C’est là que débute le conflit, et le film fait la part belle aux images d'Anton Newcombe drogué et violent, sabotant les concerts.
En 2005 sort We are the Radio, qui est un album coécrit par Anton, et Sarabeth Tucek. C’est en fait un mini-album comportant cinq chansons aux accords simples. Il existe d'autres mini-albums tels que Bringing It All Back Home Again (en allusion ici à un album de Bob Dylan), ou Zero. Début 2008, sort l'album intitulé My Bloody Underground, un hommage assumé à My Bloody Valentine ainsi qu'au Velvet Underground. Pour l'occasion Anton Newcombe a réalisé des vidéos pour chacun des 12 titres de l'album.
Le groupe proposait de télécharger gratuitement les albums sur leur site officiel mais ce n'est plus le cas depuis février 2008. Le site propose maintenant d'acheter des albums ainsi que des produits dérivés de différents groupes ayant signé sur le label indépendant créé par Anton Newcombe (The Committee to Keep Music Evil).

### Musique expérimentale et derniers albums (depuis 2010)

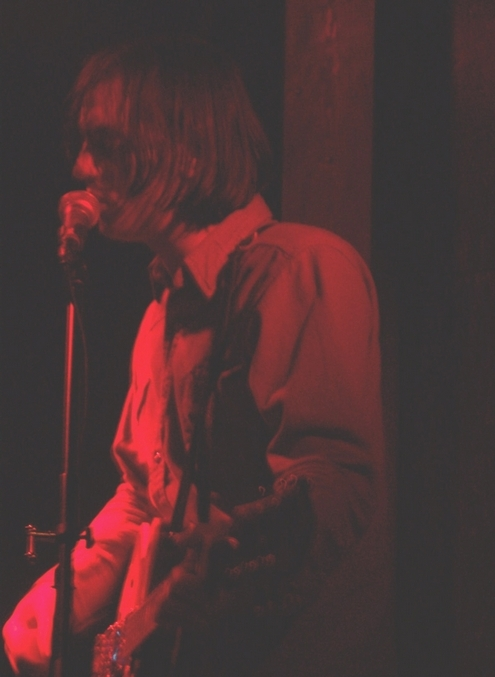
Anton Newcombe.

L'album Who Killed Sgt. Pepper? est sorti le 22 février 2010 en Europe. Il existe aussi un album de Brian Jonestown Massacre datant d'avant Space Girl And Other Favorite. Cet album, intitulé Pol-Pot's Pleasure Penthouse, date de 1991, et est commercialisé officiellement de façon limitée en 2012 par Burger Records. Il comporte des morceaux à forte tendance shoegazing et new wave.  Cet album comprend également la première version du titre Evergreen jamais enregistrée. On retrouvera ce morceau 4 ans plus tard sur Methodrone. Un nouvel album intitulé Aufheben enregistré à Berlin sort le 30 avril 2012, suivi d'une série de concerts.
La chanson utilisée dans le générique de la série télévisée américaine Boardwalk Empire est Straight Up and Down, titre extrait de l'album de 1996, Take It from the Man!.
Le 19 mai 2014, le Brian Jonestown Massacre sort un nouvel album intitulé Revelation. Ce disque est le premier de l'histoire du groupe entièrement enregistré et produit dans les studios berlinois d'Anton Newcombe.
2015 voit la sortie d'un album baptisé Musique De Film Imaginé, un album principalement instrumental inspiré de la Nouvelle Vague sur lequel on retrouve des collaborations avec Asia Argento et SoKo et une reprise d'un vieux titre du groupe français Popera Cosmic auquel contribuait William Sheller. La même année Mini Album Thingy Wingy sort. Le quinzième album du groupe Third World Pyramid est enregistré et publié en 2016. En février 2017, sort l'album Don't get lost.
En mai 2018, le dix-septième album du groupe intitulé Something Else sort sur le  label A Records. Le site Les Oreilles Curieuses voit dans l'album un retour au « psychédélisme doux et envoûtant ». Le site Mowno évoque un « univers quasi-nihiliste » avec cet album et AllMusic attribue à l'album une note de 3,5/5,. En septembre 2018 le groupe passe en concert à Paris dans la salle de concert La Cigale.
En mars 2019, après avoir repoussé la sortie du disque de plusieurs mois, l'album The Brian Jonestown Massacre, son dix-huitième, est publié. Rieke Bienert interprète en français la chanson d'ouverture de l'album intitulée Tombes Oubliées. La chanson était sortie précédemment en novembre 2018 dans le mini-EP Forgotten Graves. Celui-ci est composé de deux chansons identiques mais l'une est chantée en anglais (Forgotten Graves) alors que l'autre, figurant dans l'album sorti en 2019, est en français (Tombes oubliées). Ces chansons, inspirées par la Première Guerre mondiale, sont sorties pour le centenaire de la fin de la Grande guerre,,.

## Membres
Les principaux membres sont Joel Gion (tambourin), Matt Hollywood (guitare) et Anton Newcombe, auteur-compositeur qui joue de plus de 80 instruments, tête pensante du groupe. Sa dépendance à l'héroïne jusqu'aux alentours de 2001 (date officielle) lui fera faire quelques erreurs de parcours dont entre autres saboter des concerts importants pour la carrière du groupe.
Depuis la création du groupe, Anton Newcombe est le seul membre du groupe présent de façon continuelle. Joel Gion, placé au centre de la scène, en lieu et place du leader, ne fait que du tambourin, pendant tous les concerts. Il a passé 4 ans de sa vie à jouer du tambourin sur les nombreux albums et concerts du groupe. Absent un moment du groupe, Joel fait quelques apparitions lors de concerts en 2006. Matt Hollywood est un bassiste, guitariste, compositeur qui n’a pas énormément écrit pour le groupe, mais dont les chansons sont bien considérées par les fans du groupe (en particulier sur l'album Take it From the Man ! avec des chansons telles que Oh ! Lord, B.S.A, In my Life, Cabin Fever).
Joel Gion et Matt Hollywood sont les deux membres qui ont tenu le plus longtemps dans le groupe. Matt Hollywood fait quelques réapparitions scéniques après son départ du groupe en 2001 et Joel Gion chante désormais dans The Dilletantes. Il y a eu plus de soixante autres membres qui sont passés au sein du BJM depuis sa création. Certains ont continué une carrière musicale avec plus ou moins de succès (par exemple Peter Hayes joue désormais dans Black Rebel Motorcycle Club et Bobby Hecksher dans The Warlocks).

## Discographie
La discographie de Brian Jonestown Massacre est constituée de dix-huit albums studio, sept EP, quatorze singles, cinq compilations, cinq albums live ainsi qu'un certain nombre d'autres apparitions.